# Soto y Amío
Soto y Amío település Spanyolországban, León tartományban. Lakosainak száma 717 fő (2024).

## Földrajza
Soto y Amío Los Barrios de Luna, Carrocera, Santa María de Ordás, Las Omañas, Valdesamario és Riello községekkel határos.

## Népesség
A település lakosságának változását az alábbi diagram mutatja:
| Lakosok száma | 1084 | 1011 | 1004 | 958  | 905  | 865  | 823  | 783  | 753  | 717  |
|               | 2001 | 2004 | 2007 | 2009 | 2012 | 2014 | 2017 | 2019 | 2022 | 2024 |